# 2018年の台風

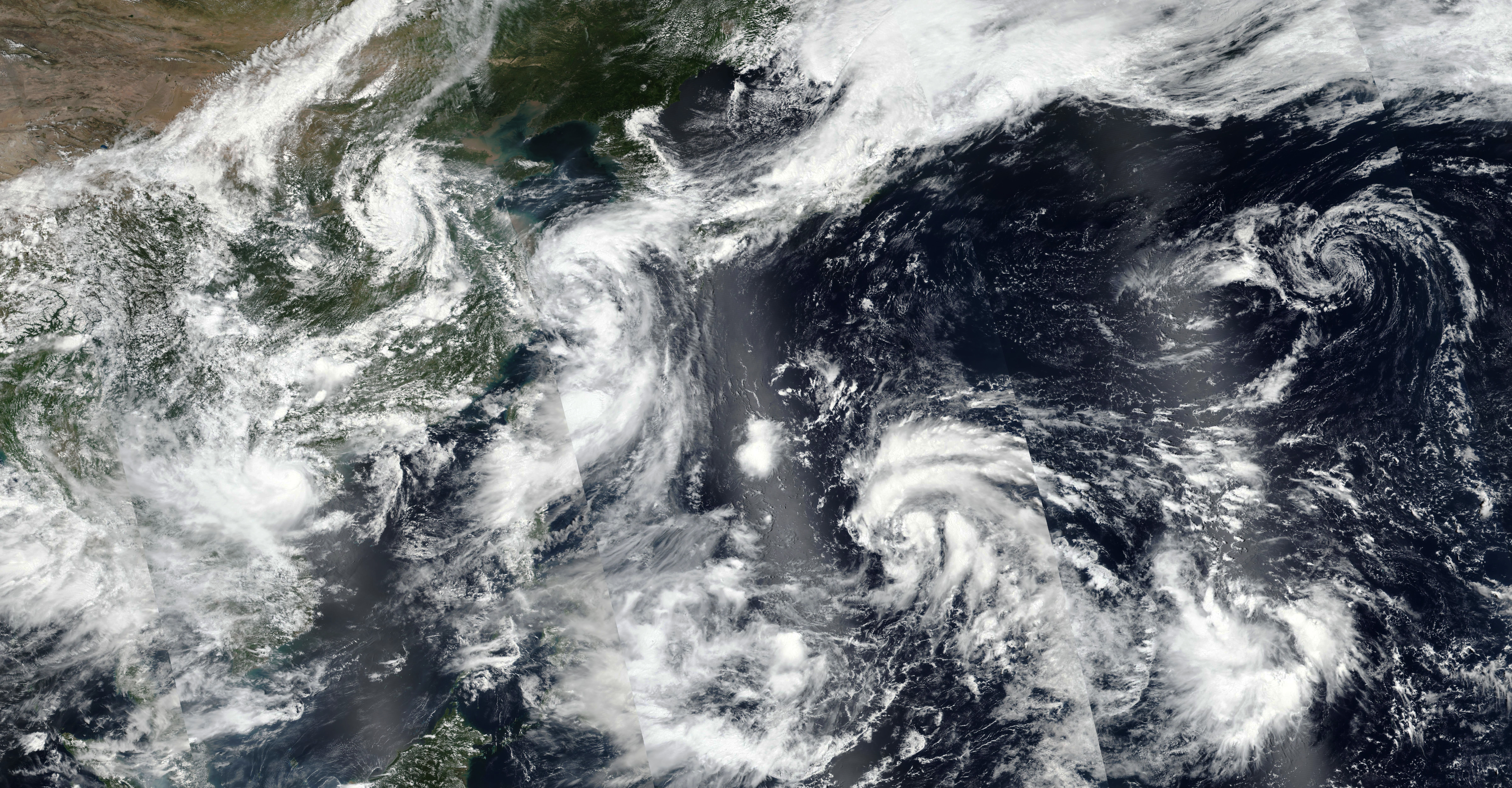
東アジア地域に存在する7つの台風や低気圧など（中国大陸の14号、日本海の15号、南シナ海の16号、ミッドウェー島近海の17号、東シナ海の18号、マリアナ諸島の19号とその南東の20号、8月16日）

2018年の台風（2018ねんのたいふう、太平洋北西部及び南シナ海で発生した熱帯低気圧）のデータ。データは基本的に日本の気象庁の情報に基づくが、気象庁が熱帯低気圧としていない一部のものについては、合同台風警報センター（JTWC）のみに拠る。
2018年に発生した台風は、平年の25.6個よりも多い29個だった。日本での影響においては、接近数は平年の11.4個より多い16個（統計史上5位）、日本本土への上陸数は平年の2.7個より多い5個（12号、15号、20号、21号、24号が上陸・統計史上5位）と、発生数と日本への接近・上陸数がいずれも平年を上回った。また、猛烈な強さ（最大風速54m/s以上）まで発達した台風は7個（3、8、21、22、24、25、26号）で、台風の最大風速のデータがある1977年以降、1983年の6個を上回る最多記録となった。
2017年12月30日に発生した熱帯低気圧が年を跨いで存在した。その熱帯低気圧は1月3日に台風1号となり、1年の中での台風の発生日時としては、1951年からの統計史上3番目に早い記録となった。しかし、2017年12月にも2個の台風が発生しており、この台風も熱帯低気圧としては12月に発生していることや、1年で最も海水温が低く台風が発生しにくいのは2月であることから、1号の発生は2017年の台風シーズンの延長であると考えられる。2月11日に発生した台風2号は1965年以来53年ぶりに2月中旬に発生した台風となった。
6月半ば頃から熱帯低気圧の発生が多くなり、日本に影響を及ぼす熱帯低気圧も多くなった。8月には統計史上2番目の多さとなる9個の台風が発生するなど、夏から秋に渡って対流活動が活発な状態が続いた。なお、8月には2015年の台風17号以来3年ぶりとなる越境台風も発生した。しかし、9月以降は対流活動がやや不活発となり、10月に発生した台風は1個のみだった。なお、11月の下旬頃に再び対流活動が活発になり、11月の平均発生数を大きく上回る3個の台風が6日間の間に相次いで発生した。
その内、日本に影響を及ぼした台風は平成30年7月豪雨の発生要因となった台風7号や、インターネット上で「逆走台風」などと呼ばれ話題になった台風12号、北淡震災記念公園にある風車を倒壊させ、和歌山県を流れる熊野川を大雨によって氾濫させた台風20号、25年ぶりに非常に強い勢力で日本列島に上陸、各地に記録的な暴風雨をもたらし、台風による高潮などの影響で関西空港の滑走路の浸水、本土と空港を結ぶ連絡橋にタンカーが衝突を発生させ空港利用客に大きな影響をもたらした台風21号、静岡県を中心に大規模停電を発生させ、台風通過後に農作物等に大きな影響をもたらす塩害の被害を発生させた台風24号などがある。
なお、12月31日に発生した熱帯低気圧は年を跨いで、翌年の1月1日に台風になっている。

## 台風の日本接近数
| 接近数が多い年 | 接近数が多い年                                   | 接近数が多い年 | 接近数が少ない年 | 接近数が少ない年                          | 接近数が少ない年 |
| 順位           | 年                                               | 接近数         | 順位             | 年                                        | 接近数           |
| -------------- | ------------------------------------------------ | -------------- | ---------------- | ----------------------------------------- | ---------------- |
| 1              | 2004年 1966年 1960年                             | 19             | 1                | 1973年                                    | 4                |
| 4              | 2012年                                           | 17             | 2                | 1995年                                    | 5                |
| 5              | 2018年 1955年                                    | 16             | 3                | 1977年                                    | 6                |
| 7              | 2019年 2000年 1997年 1994年 1965年 1961年 1958年 | 15             | 4                | 2020年 2010年 1983年 1979年               | 7                |
|                |                                                  |                | 8                | 2017年 2009年 1998年 1969年 1964年 1951年 | 8                |

## 台風の日本上陸数
| 上陸数が多い年 | 上陸数が多い年                                   | 上陸数が多い年 | 上陸数が少ない年 | 上陸数が少ない年                                        | 上陸数が少ない年 |
| 順位           | 年                                               | 上陸数         | 順位             | 年                                                      | 上陸数           |
| -------------- | ------------------------------------------------ | -------------- | ---------------- | ------------------------------------------------------- | ---------------- |
| 1              | 2004年                                           | 10             | 1                | 2020年 2008年 2000年 1986年 1984年                      | 0                |
| 2              | 2016年 1993年 1990年                             | 6              | 6                | 2023年 2009年 1995年 1987年 1980年 1977年 1973年 1957年 | 1                |
| 5              | 2019年 2018年 1989年 1966年 1965年 1962年 1954年 | 5              |                  |                                                         |                  |

## 月別の台風発生数
| 1月 | 2月 | 3月 | 4月 | 5月 | 6月 | 7月 | 8月 | 9月 | 10月 | 11月 | 12月 | 年間 |
| --- | --- | --- | --- | --- | --- | --- | --- | --- | ---- | ---- | ---- | ---- |
| 1   | 1   | 1   |     |     | 4   | 5   | 9   | 4   | 1    | 3    |      | 29   |

## 「台風」に分類されている熱帯低気圧

### 台風1号（ボラヴェン）
201801・01W・アガトン
2017年12月30日頃にパラオ近海で形成した低圧部が、同日3時に熱帯低気圧に発達した。年を跨いで2018年1月1日18時（フィリピン標準時1日17時）にフィリピン大気地球物理天文局（PAGASA）はフィリピン名アガトン（Agaton）と命名、同日22時30分（協定世界時1日13時30分）に合同台風警報センター（JTWC）は熱帯低気圧形成警報（TCFA）を発した。その後、JTWCは熱帯低気圧番号01Wを付番した。01Wは3日9時に南シナ海の北緯10度40分、東経116度5分で台風となり、アジア名ボラヴェン（Bolaven）と命名された。1年の中での台風の発生日時としては、1951年からの統計史上3番目に早い記録となった。台風は4日9時に南シナ海の北緯12度、東経111度で熱帯低気圧に変わった。
事後解析では、強風域の大きさが半径が60km・直径120kmとなっているが、これは観測史上最小タイ記録である。
| 順位 | 名称              | 国際名  | 発生日時          |
| ---- | ----------------- | ------- | ----------------- |
| 1    | 平成31年台風第1号 | Pabuk   | 2019年1月1日 15時 |
| 2    | 昭和54年台風第1号 | Alice   | 1979年1月2日 9時  |
| 3    | 昭和30年台風第1号 | Violet  | 1955年1月2日 15時 |
| 4    | 平成30年台風第1号 | Bolaven | 2018年1月3日 9時  |
| 5    | 昭和32年台風第1号 | ‐       | 1957年1月3日 15時 |
| 6    | 平成25年台風第1号 | Sonamu  | 2013年1月3日 21時 |
| 7    | 昭和60年台風第1号 | Fabian  | 1985年1月5日 21時 |
| 8    | 昭和47年台風第1号 | Kit     | 1972年1月6日 9時  |
| 8    | 平成4年台風第1号  | Axel    | 1992年1月6日 9時  |
| 10   | 昭和60年台風第2号 | Elsie   | 1985年1月7日 15時 |

### 台風2号（サンバ）
201802・02W・バズヤン
2月7日頃にチューク近海で形成が始まった低圧部について、合同台風警報センター（JTWC）は8日7時30分（協定世界時7日22時30分）に熱帯低気圧形成警報（TCFA）を発し、同日9時に熱帯低気圧に発達。JTWCは9日には熱帯低気圧番号02Wを付番した。02Wは11日15時にカロリン諸島の北緯7度0分、東経135度50分で台風となり、アジア名サンバ（Sanba）と命名された。また、フィリピン大気地球物理天文局（PAGASA）はフィリピン名バスヤン（Basyang）と命名した。2月中旬に台風が発生するのは1965年以来53年ぶりであり、かなり珍しい事が分かる。さらに2月7日0時から2月8日3時までと、2月11日21時から2月15日18時までは、観測史上一度も台風が存在していたことがない。
その後はフィリピン方面へと西進し、14日頃にセブ島付近を通過した。そして2号は台風が一度も存在していなかった期間を2月14日9時まで埋めてスル海で熱帯低気圧に変わった。しかし、事後解析では、2月13日15時には熱帯低気圧に変わったことになっており、上記で述べた台風が一度も存在していなかった期間を埋めた記録が短くなった。

なお、最低気圧は1002hPaから1000hPaに上方修正されている。

### 台風3号（ジェラワット）
201803・03W・キャロイ
3月17日頃にカロリン諸島で形成した低圧部が一時、天気図から消滅したが20日に再び低圧部として形成し、24日に熱帯低気圧に発達。合同台風警報センター(JTWC)は25日3時（協定世界時24日18時）に熱帯低気圧番号03Wを付番した。同日15時にカロリン諸島の北緯6度10分、東経140度25分で台風になり、アジア名ジェラワット（Jelawat）と命名された。27日12時（フィリピン標準時27日11時）にフィリピン大気地球物理天文局（PAGASA）はフィリピン名キャロイ（Caloy）と命名した。
台風はフィリピンの東海上を北上しながら徐々に発達していき、その後向きを北東に変えた。台風は30日頃から急激に発達を始め、30日21時には「非常に強い」勢力に発達した。しかし、わずか2日後の4月1日3時には「強い」勢力に満たなくなるなど、急激に勢力を弱めた。その後も勢力を弱め続け、2日3時にマリアナ諸島の北緯20度、東経148度で熱帯低気圧に変わった。

事後解析では、4月1日の時点で台風はマリアナ諸島の北緯19度、東経144度で熱帯低気圧に変わったことになっており、さらに中心気圧が935hPaの「非常に強い」勢力から915hPaの「猛烈な」勢力へと大幅に上方修正されている。3月に猛烈な勢力にまで発達するのはかなり珍しく、3月としては2015年の台風4号の910hPaに次いで2番目に強い勢力である。

### 台風4号（イーウィニャ）
201804・05W
6月1日頃に南シナ海で形成した低圧部が、2日9時に熱帯低気圧に発達。合同台風警報センター（JTWC）は1日11時30分（協定世界時1日02時30分）に熱帯低気圧形成警報（TCFA）を発し、2日には熱帯低気圧番号05Wを付番した。05Wは南シナ海をゆっくりと北上した後、6日9時に南シナ海の北緯20度40分、東経110度40分で台風になり、アジア名イーウィニャ（Ewiniar）と命名された。台風は海南島付近で少し複雑な動きをしたのち華南に上陸し、9日9時に北緯23度、東経114度で熱帯低気圧に変わった。熱帯低気圧に変わった後も華南をゆっくりと東に進み、その後は南シナ海に抜けたが10日9時には消滅した。

事後解析では、発生場所が海南島付近から南シナ海に約300km程度、南に修正された。

### 台風5号（マリクシ）
201805・06W・ドミン
6月2日頃にパラオ近海で形成した低圧部が、4日9時に熱帯低気圧に発達。5日12時（フィリピン標準時5日11時）にフィリピン大気地球物理天文局（PAGASA）はフィリピン名ドミン（Domeng）と命名した。8日3時にフィリピンの東の北緯17度0分、東経127度40分で台風になり、アジア名マリクシ（Maliksi）と命名された。合同台風警報センター（JTWC）は、8日には熱帯低気圧番号06Wを付番した。台風はフィリピンの東を発達しながら北上し、8日15時には「大型」の台風になり、10日3時には暴風域を伴うようになった。その後も勢力を強めて、同日9時に南大東島付近で「強い」勢力になったのと同時に大東島地方が暴風域に入った。
その後は勢力を弱めながら日本の南を北東に進み11日6時には暴風域が無くなった。そして同日午後に伊豆諸島に6月としては4年ぶりに接近し、関東の一部も強風域に入った。その後も台風は速度を上げて日本の南を北東に進み続けて12日3時に日本の東の北緯36度、東経148度で温帯低気圧に変わった。
梅雨前線が台風に刺激されたことにより活発化し伊豆諸島では10日〜11日にかけて大雨が降り、特に伊豆大島や八丈島では24時間で200mm以上の大雨を観測し6月1位の記録的な大雨となった。

事後解析では、ピーク時の最大風速が下方修正され、強い台風ではなくなった。

### 台風6号（ケーミー）
201806・08W・エスター

6月14日に南シナ海で熱帯低気圧が発生した。合同台風警報センター（JTWC）は14日13時30分（協定世界時14日4時30分）に熱帯低気圧形成警報（TCFA）を発し、14日15時（協定世界時14日6時）に熱帯低気圧番号08Wを付番した。14日18時（フィリピン標準時14日17時）にフィリピン大気地球物理天文局（PAGASA）はフィリピン名エスター（Ester）と命名した。15日9時に与那国島の西南西約340kmの北緯22度50分、東経120度10分で台風になり、アジア名ケーミー（Gaemi）と命名された。台風は台湾を通過したのち沖縄に接近した。台風が接近した影響により、沖縄本島などに活発な雨雲がかかり、15日から16日にかけて50年に一度の記録的な大雨をもたらし、沖縄県伊是名村では16日の午前6時30分までの24時間雨量が240mmを超え、6月1位の記録を更新した。その後16日に沖縄本島を通過したのち、台風による強風の影響で3名が重軽傷を負っている。しばらく日本の南海上を東進したのち、17日9時に日本の南の北緯29度、東経133度で温帯低気圧に変わった。

### 台風7号（プラピルーン）
201807・09W・フロリタ
6月27日頃にフィリピンの東の海上で形成した低圧部が、28日9時に熱帯低気圧に発達。合同台風警報センター（JTWC）は28日17時30分（協定世界時28日8時30分）に熱帯低気圧形成警報（TCFA）を発し、28日21時（協定世界時28日12時）に熱帯低気圧番号09Wを付番した。29日6時（フィリピン標準時29日5時）にフィリピン大気地球物理天文局（PAGASA）はフィリピン名フロリタ（Florita）と命名した。29日9時に日本の南の北緯20度0分、東経130度10分で台風となり、アジア名プラピルーン（Prapiroon）と命名された。
7月1日21時頃に沖縄県慶良間・粟国諸島の一部が台風の暴風域に入り、2日9時に「強い」勢力になった。その後台風は沖縄県に激しい雨と風をもたらし、沖縄県南城市では最大瞬間風速43.7m/sを観測し、同県粟国では7月の観測史上1位の最大風速25.5m/sを観測した。その後は東シナ海を北上し、九州に接近。その後徐々に勢力を弱めていき、4日15時に日本海の北緯40度、東経134度で温帯低気圧に変わった。

台風が残した湿暖気や、8号の影響で前線が活発化し、西日本を中心に死者263人を数えた平成30年7月豪雨をもたらした。

### 台風8号（マリア）
201808・10W・ガルド
7月2日頃にチューク近海で形成が始まった低圧部が、3日9時に熱帯低気圧に発達。合同台風警報センター（JTWC）は2日12時（協定世界時2日3時）に熱帯低気圧形成警報（TCFA）を発し、3日3時（協定世界時2日18時）に熱帯低気圧番号10Wを付番した。4日21時にマリアナ諸島の北緯12度25分、東経146度10分で台風となり、アジア名マリア（Maria）と命名された。
台風はかなり早いペースで発達し、6日18時には「猛烈な」勢力に発達した。これにより、5日18時から6日18時までの24時間で中心気圧は72hPaも低下した。7日21時に非常に強い台風へと勢力を弱めたが、8日15時に再び猛烈な台風に発達。9日6時（フィリピン標準時9日5時）に台風はフィリピン大気地球物理天文局（PAGASA）の監視領域に進入したため、フィリピン名ガルド（Gardo）と命名された。
台風は10日頃に先島諸島に接近、宮古島や石垣島の一部が暴風域に入った。宮古島の下地島空港では最大瞬間風速44.8m/sを観測するなど、非常に強い風をもたらし、その影響で数人の負傷者、農作物の被害が出た。11日9時には「大型」の台風になり、勢力を保ったまま中国華東に上陸した。華東では2名が死亡するなど大きな被害を与えた台風は12日3時に華中の北緯28度、東経115度で熱帯低気圧に変わった。
この8号は、本州付近に停滞した前線に向かって、大量の湿った空気を送り込み、西日本集中豪雨の間接的な原因となっている。

### 台風9号（ソンティン）
201809・11W・ヘンリー
7月11日頃にフィリピンの東海上で形成した低圧部が、しばらく停滞し15日15時に熱帯低気圧に発達。合同台風警報センター（JTWC）は14日11時（協定世界時14日2時）に熱帯低気圧形成警報（TCFA）を発し、15日21時（協定世界時15日12時）に熱帯低気圧番号11Wを付番した。16日0時（フィリピン標準時15日23時）にフィリピン大気地球物理天文局（PAGASA）はフィリピン名ヘンリー（Henry）と命名した。17日9時に南シナ海の北緯19度25分、東経118度30分で台風となり、アジア名ソンティン（Son-Tinh）と命名された。台風は18日午前に海南島を通過、19日にベトナム北部に上陸した。同日9時、ベトナムの北緯19度、東経105度で熱帯低気圧に変わった。
熱帯低気圧は20日3時に天気図から消滅したが、その後低気圧はラオス北部で東に向きを変え、21日15時にトンキン湾で再び熱帯低気圧に発達した。JTWCは22日15時（協定世界時22日6時）に再びトロピカル・ストーム（台風）の勢力に達したと解析した。熱帯低気圧は再び向きを北西に変え、華南に上陸し、25日9時には消滅した。

台風が直撃したベトナム北部では各地で地滑りなどが発生し、30名の死亡が確認されている。

### 台風10号（アンピル）
201810・12W・インデイ

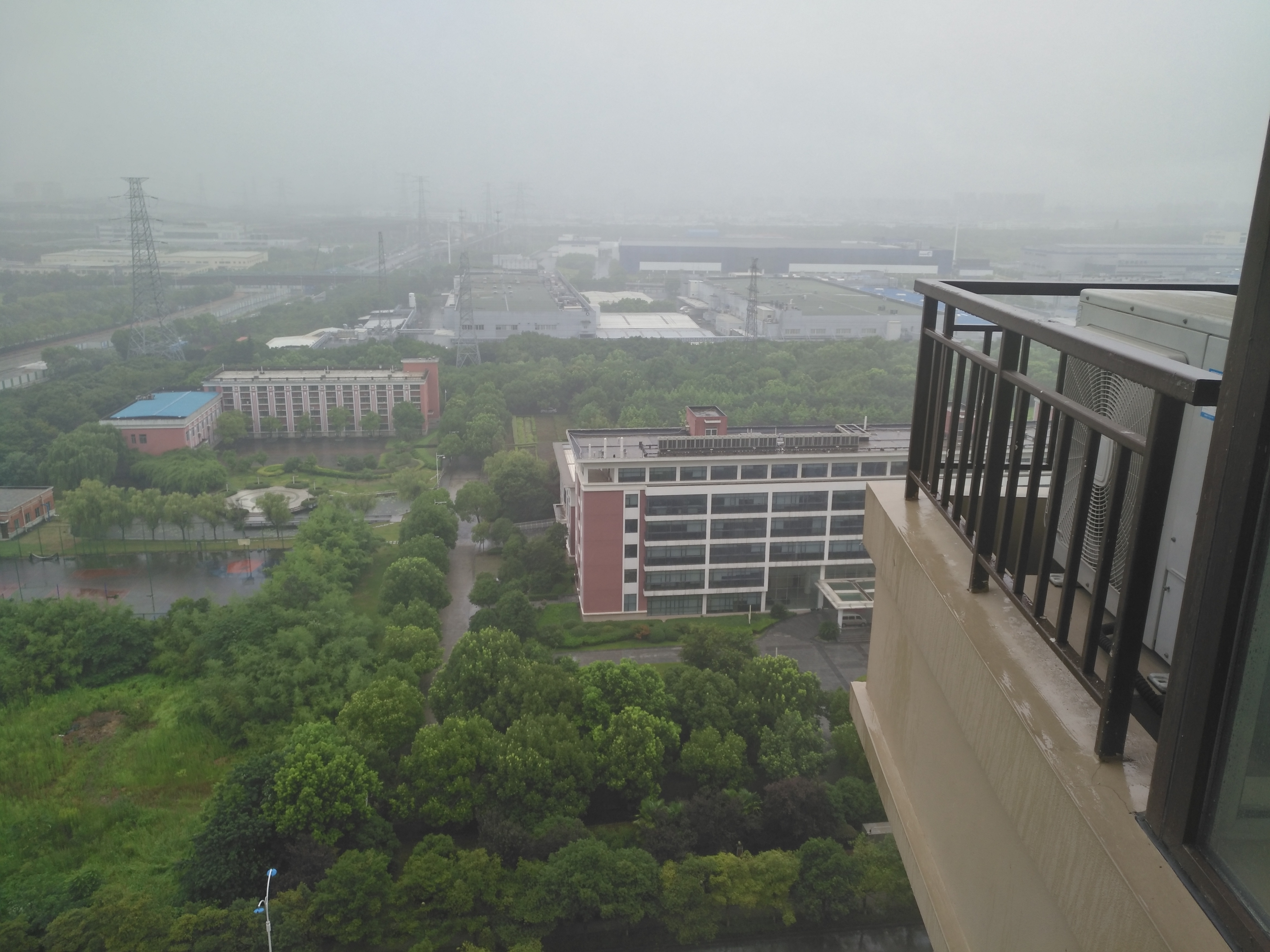
台風により雨が降る蘇州市内

7月17日9時にフィリピンの東海上で発生した熱帯低気圧に対して、合同台風警報センター（JTWC）は17日19時（協定世界時17日10時）に熱帯低気圧形成警報（TCFA）を発し、18日6時（協定世界時17日21時）に熱帯低気圧番号12Wを付番した。同日12時（フィリピン標準時11時）、フィリピン大気地球物理天文局（PAGASA）はフィリピン名インデイ（Inday）と命名した。熱帯低気圧は同日21時に北緯18度55分、東経129度20分で台風となり、アジア名アンピル（Ampil）と命名された。
台風は21日頃に沖縄本島を通過。その後は東シナ海を北上し、22日頃に中国の上海付近に上陸した。24日3時、華北（北緯38度、東経117度）で熱帯低気圧に変わった。

### 台風11号（ウーコン）
201811・14W

7月22日9時にウェーク島近海で熱帯低気圧が発生。合同台風警報センター（JTWC）は21日22時（協定世界時21日13時）に熱帯低気圧形成警報（TCFA）を発し、22日6時（協定世界時21日21時）に熱帯低気圧番号14Wを付番した。熱帯低気圧は23日21時に南鳥島近海の北緯27度05分、東経159度25分で台風となり、アジア名ウーコン（Wukong）と命名された。台風は日本の遥か東海上をやや発達しながら北上したのち、27日3時に北緯43度、東経152度で温帯低気圧に変わった。

### 台風12号（ジョンダリ）
201812・15W
7月20日頃にチューク近海で形成が始まった低圧部が、24日3時に熱帯低気圧に発達。合同台風警報センター（JTWC）は22日12時（協定世界時22日3時）に熱帯低気圧番号15Wを付番した。熱帯低気圧は25日3時に日本の南の北緯20度20分、東経136度35分で台風となり、アジア名ジョンダリ（Jongdari）と命名された。台風は初め北東に進み、26日21時には「強い」勢力となった。
27日に小笠原諸島に接近したのち進路を西寄りに変え、28日午後には伊豆諸島に接近。関東や東海では大荒れの天気となったが、北陸ではフェーン現象が発生し、新潟県を中心に各地で猛暑日となった。その後も東海道沖を西進し、29日1時頃に三重県伊勢市付近に上陸した。その後も近畿から中国地方を西進し続け、同日17時半頃に福岡県豊前市付近に再上陸した。台風は九州を南下し、屋久島付近と東シナ海で2度小さなループを描きながら西進し、8月3日頃に中国の上海付近に上陸し、同日21時に華中の北緯32度、東経120度で熱帯低気圧に変わった。
日本に直撃する台風は基本的に偏西風の影響で東進する事が多いが、12号は全く逆のルート（複雑な動き）を辿ったため、逆走台風と呼ばれるようになった。

事後解析では、最低気圧は960hPaに上方修正され、30日21時から31日9時までの期間が熱帯低気圧に格下げされた。

### 台風13号（サンサン）
201813・17W
8月1日頃にマリアナ諸島近海で形成した低圧部が、2日15時に熱帯低気圧に発達。合同台風警報センター（JTWC）は2日16時（協定世界時2日7時）に熱帯低気圧形成警報（TCFA）を発し、3日6時（協定世界時2日21時）に熱帯低気圧番号17Wを付番した。17Wは3日9時に南鳥島近海（北緯18度05分・東経150度55分）で台風となり、アジア名サンサン（Shanshan）と命名された。台風は4日に「強い」勢力に発達し、その後8日に伊豆諸島から関東地方に接近。関東東部を暴風域に巻き込みながらゆっくりと北上し、9日朝に千葉県銚子市のすぐ東の海上を通過した。その後三陸沖を進み、10日15時に日本の東（北緯41度・東経151度）で温帯低気圧に変わった。

この台風の接近前、消防庁は全都道府県及び指定都市に対し「警戒情報」を発出した。台風の影響で、千葉県内の一部地域では最大瞬間風速が20m/s以上となった地点もあったほか、埼玉県秩父市で24時間雨量が157.0mmに達するなど、関東北部から東北南部にかけてかなりの大雨となった。また、関東地方の交通機関には大きな影響が生じた。茨城県の沿岸では9m以上の波高を観測している。台風による死者は出なかったものの、7人の負傷者（重傷2人・軽傷5人）が出た。また、全壊1棟・半壊3棟・一部破損4棟の住家被害が生じた。

### 台風14号（ヤギ）
201814・18W・カーディン
8月1日頃に沖ノ鳥島近海で形成した低圧部が、6日9時に熱帯低気圧に発達。合同台風警報センター（JTWC）は6日5時30分（協定世界時5日20時30分）に熱帯低気圧形成警報（TCFA）を発し、7日6時（協定世界時6日21時）に熱帯低気圧番号18Wを付番した。同日12時（フィリピン標準時11時）、フィリピン大気地球物理天文局（PAGASA）はフィリピン名カーディン（Karding）と命名した。熱帯低気圧は8日12時にフィリピンの東の北緯19度25分、東経132度55分で台風となり、アジア名ヤギ（Yagi）と命名された。

台風はゆっくりと沖縄地方に接近し、宮古島などで猛烈な雨をもたらし、各地で記録的短時間大雨情報が発表された。その後は中国の上海付近に上陸、13日15時に華中の北緯32度、東経118度で熱帯低気圧に変わった。

### 台風15号（リーピ）
201815・19W
8月8日頃にグアムの東海上で低圧部が形成。同日23時30分（協定世界時8日14時30分）に合同台風警報センター（JTWC）が熱帯低気圧形成警報（TCFA）を発した。その後低気圧は11日12時に熱帯低気圧に発達した、JTWCも同時刻に熱帯低気圧番号19Wを付番した。19Wは12日0時に小笠原近海の北緯20度35分、東経143度30分で台風となり、アジア名リーピ（Leepi）と命名された。
台風は日本の南をしばらく北西に進み15日3時前に宮崎県日向市付近に上陸した。宮崎県への上陸は2007年の台風5号以来11年ぶりである。同日朝には対馬海峡へ抜け、15時に釜山広域市付近の北緯35度、東経129度で熱帯低気圧に変わり、その後停滞前線に取り込まれる形で16日3時には消滅した。
事後解析では、発生日時が11日21時（北緯20度、東経143度）になっているが、これにより観測史上初となった5日連続台風発生は取り消されることとなった。
この台風の影響で高知県を中心に大雨になった。

### 台風16号（バビンカ）
201816・20W
8月5日頃に南シナ海で形成した低圧部が、10日3時に熱帯低気圧に発達。合同台風警報センター（JTWC）は同日22時30分(協定世界時10日14時30分)に熱帯低気圧形成警報（TCFA）を発したもの、その後中国大陸に上陸したため取り消した。海上に出た12日、JTWCは14時30分(協定世界時12日5時30分)に再びTCFAを発し、13日0時(協定世界時12日15時)に熱帯低気圧番号20Wを付番した。20Wは同日9時に南シナ海の北緯20度35分、東経112度50分で台風となり、アジア名バビンカ（Bebinca）と命名された。台風は発生後南シナ海で少し複雑な動きをしたのち、ベトナムに上陸。17日15時には、ラオスの北緯19度、東経104度で熱帯低気圧に変わった。

事後解析では、中心気圧が985hPa、最大風速が23m/sに下方修正されている。

### 台風17号（ヘクター）
201817・10E
7月26日（協定世界時）、アメリカの国立ハリケーンセンター（NHC）がメキシコの南南西海上で形成中の低圧部の監視を開始、協定世界時28日12時には低圧部の発生を確認した。低圧部は同31日21時にトロピカル・デプレッション（熱帯低気圧）に発達、同8月1日3時にトロピカル・ストーム（台風）の勢力に達したため、NHCは熱帯低気圧番号10Eを付番し、国際名ヘクター（Hector）と命名した。
ヘクターはその後、途中でやや衰弱しつつも同6日から7日にかけて勢力のピークに達し、合同台風警報センター（JTWC）解析でカテゴリー4、最大風速135ktにまで勢力を強めた。その後は少し勢力を落としながら、同9日頃にハワイ諸島の南海上を通過したが、通過後勢力を強め、再びカテゴリー4の勢力となった。しかしすぐに勢力を弱めていったヘクターは14日3時（日本標準時）には180度経線を越え気象庁の観測範囲内に入ったため、台風第17号として観測対象になった。なお、この14日3時時点での中心位置は北緯25度50分、東経179度20分で、中心気圧998hPa、最大風速20m/s（40kt）にまで勢力を落としていた。そのため、台風としては短命で、30時間後の15日9時にはミッドウェー諸島近海の北緯29度、東経171度で熱帯低気圧に変わった。
越境台風の発生は、2015年の台風17号以来約3年ぶりのことである。

### 台風18号（ルンビア）
201818・21W

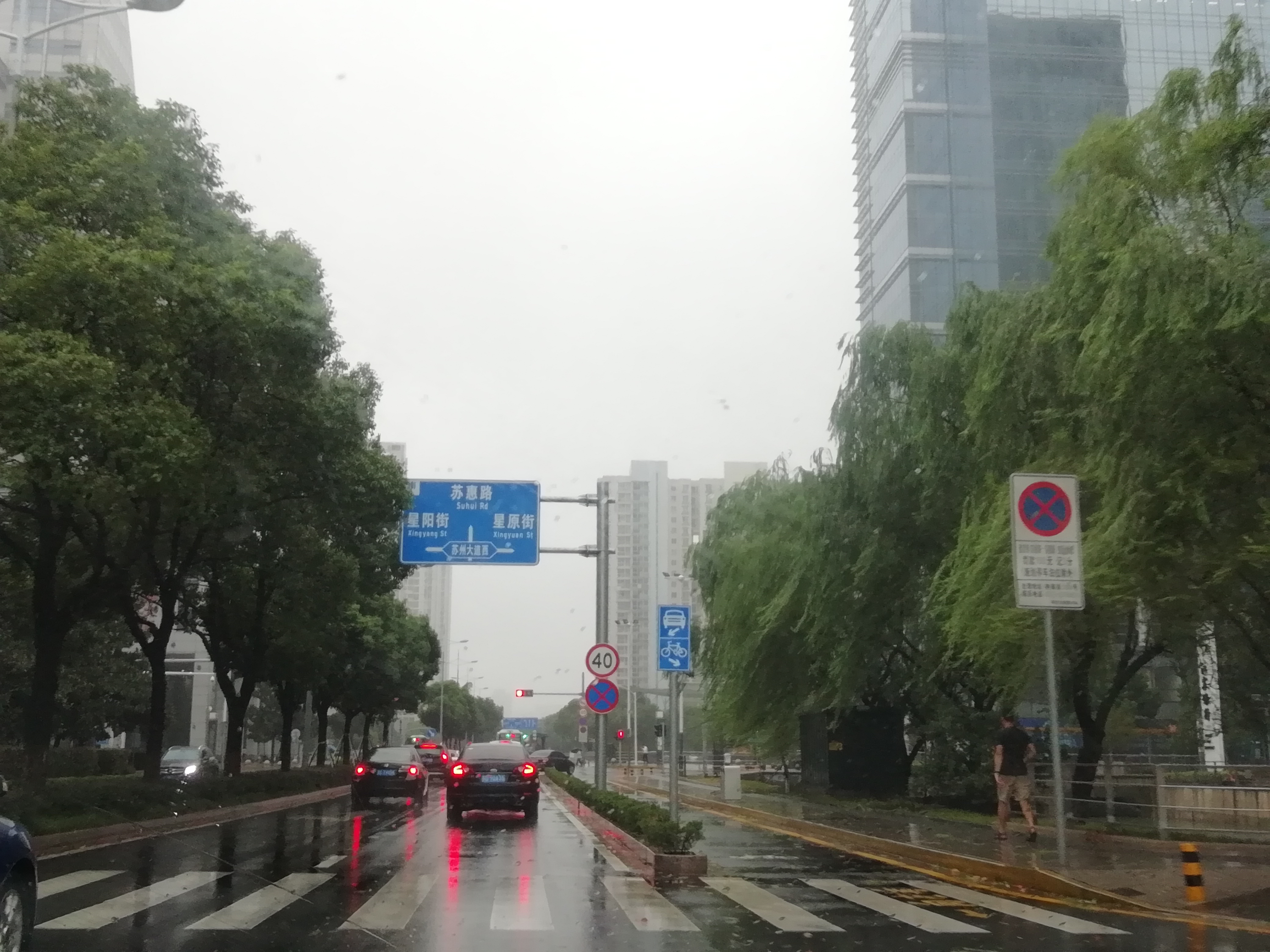
台風の影響で雨が降る蘇州市内

8月14日15時、沖縄の南で熱帯低気圧が発生。合同台風警報センター（JTWC）は15日7時（協定世界時14日22時）に熱帯低気圧形成警報（TCFA）を発し、同日12時（協定世界時3時）に熱帯低気圧番号21Wを付番した。同時刻、21Wが久米島の北の北緯27度25分、東経127度5分で台風となり、アジア名ルンビア（Rumbia）と命名された。台風は16日頃に中国大陸に上陸したのちしばらく西進、18日9時に華中の北緯32度、東経115度で熱帯低気圧に変わった。
この台風は中国東部を中心に被害をもたらし、合計で53人の死者を出した。
またこの台風は沖縄本島に接近したため、「台風18号」は7年連続で日本列島に接近・上陸したことになった。
この台風のアジア名である「ルンビア（Rumbia）」は、この台風限りで使用中止となり、次順からは「プラサン（Pulasan）」というアジア名が使用されることになった。

### 台風19号（ソーリック）
201819・22W
8月13日頃にチューク近海で形成が始まった低圧部に対し、合同台風警報センター（JTWC）は15日7時30分（協定世界時14日22時30分）に熱帯低気圧形成警報（TCFA）を発した。同日15時にマリアナ諸島で熱帯低気圧に発達し、16日0時（協定世界時15日15時）に熱帯低気圧番号22Wを付番した。22Wは同日9時に北緯15度0分、東経142度40分で台風となり、アジア名ソーリック（Soulik）と命名された。8月中の19号発生は1994年以来24年ぶりである。
台風はしばらく日本の南を北上し、21日3時には「非常に強い」勢力に発達した。台風は非常に強い勢力を保ったまま奄美地方に接近、奄美は暴風域に入った。そして、22日1時頃には鹿児島県十島村の中之島灯台で最大瞬間風速51.4m/sの暴風を記録した。

台風は韓国を横断後、日本海に抜けた。そして25日3時に日本海の北緯41度、東経134度で温帯低気圧に変わった。

### 台風20号（シマロン）
201820・23W
8月16日21時、マーシャル諸島近海で熱帯低気圧が発生。合同台風警報センター（JTWC）は17日14時30分（協定世界時17日5時30分）に熱帯低気圧形成警報（TCFA）を発し、18日6時（協定世界時17日21時）に熱帯低気圧番号23Wを付番した。23Wは18日21時、トラック諸島近海の北緯13度35分、東経154度25分で台風となり、アジア名シマロン（Cimaron）と命名された。8月18日に20号が発生するのは、1951年の統計開始以来2番目の早さである。22日12時には「非常に強い」勢力に発達した。
台風はその後四国地方を暴風域に巻き込みながら北上し、23日21時頃徳島県南部に上陸した。徳島県への上陸は2011年の台風6号以来7年ぶり、6個目となる。台風の中心に近い和歌山県和歌山市友ヶ島では最大瞬間風速52.3m/s、和歌山県南紀白浜では最大瞬間風速43.7m/s、徳島県美波町日和佐では最大瞬間風速41.0m/sの暴風を記録している。20号は24日0時頃兵庫県姫路市付近に再上陸し、同日の早朝に日本海に抜けて速度を速めて北上。24日15時に秋田県沖の北緯41度、東経138度で温帯低気圧に変わった。

台風は各地に暴風雨をもたらし、その影響で兵庫県の淡路島にある風車が倒壊した。さらに和歌山県の熊野川中流では氾濫が発生している。その他にも、和歌山県、兵庫県、京都府、大阪府、福井県の5府県に記録的短時間大雨情報が発表されるなど記録的な大雨が各地で観測された。

### 台風21号（チェービー）
201821・25W・メイメイ
8月25日頃にマーシャル諸島近海で形成した低圧部が、27日9時に熱帯低気圧に発達。合同台風警報センター（JTWC）は、同日11時（協定世界時2時）に熱帯低気圧形成警報（TCFA）を発し、18時（協定世界時9時）に熱帯低気圧番号25Wを付番した。熱帯低気圧は28日9時、南鳥島近海の北緯15度25分、東経157度00分で台風となり、アジア名チェービー（Jebi）と命名された。21号が8月に発生するのは1971年に次ぎ2番目に早い発生である。8月に発生した台風の数は9個となり、これは1951年統計開始以来2番目に多い数である。台風は速いペースで発達し、31日9時には「猛烈な」勢力に発達した。台風は西進し、9月2日17時（フィリピン標準時16時）にフィリピン大気地球物理天文局（PAGASA）の監視領域に進入したため、フィリピン名メイメイ（Maymay）と命名された。
その後も高知県の一部を暴風域に巻き込みながら北上し、非常に強い勢力を保ったまま4日12時頃徳島県南部に上陸した。非常に強い勢力のまま上陸するのは、1993年の台風13号以来、25年ぶりとなる。同日14時頃には兵庫県神戸市付近に再上陸した。台風は上陸後さらに速度を速め、5日9時に間宮海峡の北緯47度、東経139度で温帯低気圧に変わった。
関西を中心に発生した高潮は第二室戸台風によって発生した高潮の記録を上回り、関西空港では大規模な浸水が発生するなど高潮の被害が多く出た。さらに、21号がもたらした暴風は各地で過去の記録を更新するという記録的な暴風だった。さらに、台風通過後には阪神を中心に大規模な停電が発生するなど、ライフラインにも大きな影響を及ぼした。

なお、事後解析でも非常に強い勢力で日本に上陸したと解析されているため、「25年ぶりの非常に強い勢力での日本列島上陸」は正式記録となった。

### 台風22号（マンクット）
201822・26W・オンポン
9月5日頃にマーシャル諸島近海で形成した低圧部について、合同台風警報センター（JTWC）は7日6時30分（協定世界時6日21時30分）に熱帯低気圧形成警報（TCFA）を発した。低圧部は7日9時に熱帯低気圧に発達し、JTWCは同日12時（協定世界時3時）に熱帯低気圧番号26Wを付番した。熱帯低気圧は7日21時にマーシャル諸島の北緯12度55分、東経165度20分で台風となり、アジア名マンクット（Mangkhut）と命名された。台風は日本のはるか南海上を西に進み、11日15時には「猛烈な」勢力に発達した。台風はさらに西進し、12日18時（フィリピン標準時12日17時）にフィリピン大気地球物理天文局（PAGASA）の監視領域に進入したため、フィリピン名オンポン（Ompong）と命名された。台風は猛烈な勢力を約84時間維持したまま西進し、現地時間の15日2時40分頃に猛烈な勢力のままフィリピンのルソン島のカガヤン州付近に上陸したとみられる。その後強い勢力で華南に再上陸し、17日15時に熱帯低気圧に変わった。

### 台風23号（バリジャット）
201823・27W・ネニン

9月8日12時にバシー海峡付近で熱帯低気圧が発生。合同台風警報センター（JTWC）は9日4時30分（協定世界時8日19時30分）に熱帯低気圧形成警報（TCFA）を発し、10日6時（協定世界時9日21時）に熱帯低気圧番号27Wを付番した。10日12時（フィリピン標準時10日11時）、フィリピン大気地球物理天文局（PAGASA）はフィリピン名ネニン（Neneng）と命名した。熱帯低気圧は11日9時、南シナ海の北緯20度55分、東経118度20分で台風となり、アジア名バリジャット（Barijat）と命名された。台風は南シナ海を西進し、13日15時にトンキン湾の北緯20度、東経108度で熱帯低気圧に変わった。

### 台風24号（チャーミー）
201824・28W・ペーン
9月18日頃にマリアナ諸島近海で形成した低圧部が、20日9時に熱帯低気圧に発達。合同台風警報センター（JTWC）は同日18時（協定世界時20日9時）に熱帯低気圧形成警報（TCFA）を発し、21日6時（協定世界時20日21時）に熱帯低気圧番号28Wを付番した。28Wは21日21時、マリアナ諸島の北緯15度20分、東経142度40分で台風となり、アジア名チャーミー（Trami）と命名された。9月中に台風24号が発生するのは1994年以来24年ぶりである。台風は23日18時（フィリピン標準時23日17時）にフィリピン大気地球物理天文局（PAGASA）の監視領域に進入したため、フィリピン名ペーン（Paeng）と命名された。
台風は25日0時には「猛烈な」勢力に発達し、フィリピンの東の海上で速度を落としつつ北上し、29日には南西諸島に最接近した。この影響で那覇市では最大瞬間風速が4年ぶりに50m/sを越え、南城市玉城糸数では観測史上最大の56.2m/sを記録した。台風は久米島付近で北東に転向し、30日20時頃に非常に強い勢力で和歌山県田辺市付近に上陸したと報じられた。台風は上陸後さらに速度を速め、10月1日12時に日本の東の北緯43度、東経148度で温帯低気圧に変わった。
なお、台風接近前にJR東日本が初めて首都圏の路線を計画運休させている。そして、台風通過後には東海地方などを中心に大規模な停電や塩害が発生している。

気象庁の事後解析によれば、30日20時頃に和歌山県に上陸する直前の勢力は中心気圧960hPa・最大風速40m/sの大型で強い勢力に修正され、非常に強い勢力での上陸は取り消されることとなった。

### 台風25号（コンレイ）
201825・30W・クイニー
9月23日頃にマーシャル諸島近海で形成した低圧部が一時、天気図から消滅したが、26日頃にカロリン諸島近海で再び低圧部が形成し、28日15時に熱帯低気圧に発達。合同台風警報センター（JTWC）は27日17時30分（協定世界時27日8時30分）に熱帯低気圧形成警報（TCFA）を発し、28日12時（協定世界時28日3時）に熱帯低気圧番号30Wを付番した。
30Wは29日15時、マリアナ諸島の北緯12度35分、東経142度35分で台風となり、アジア名コンレイ（Kong-rey）と命名された。台風は10月1日18時（フィリピン標準時10月1日17時）にフィリピン大気地球物理天文局（PAGASA）の監視領域に進入したため、フィリピン名クイニー（Queenie）と命名された。

台風は急速に発達し、2日3時には「猛烈な」勢力となり、フィリピンの東の海上を北上した。台風は4日頃には沖縄地方に接近した。その後九州地方などに暴風や高波をもたらしながら、東シナ海を北上し、6日には韓国南部に上陸した。その後台風は日本海に抜け、7日3時に日本海の北緯41度、東経137度で温帯低気圧に変わった。

### 台風26号（イートゥー）
201826・31W・ロジータ
10月20日頃にマーシャル諸島近海で形成が始まった低圧部について、合同台風警報センター（JTWC）は、21日6時30分（協定世界時20日21時30分）に熱帯低気圧形成警報（TCFA）を発した。21日9時には熱帯低気圧に発達し、JTWCは22日0時（協定世界時21日15時）に熱帯低気圧番号31Wを付番した。31Wは22日3時、マーシャル諸島の北緯8度50分、東経156度55分で台風となり、アジア名イートゥー（Yutu）と命名された。
台風は急速に発達し、24日15時には「猛烈な」勢力となった。18時には中心気圧905hPaまで低下し、このピーク時の勢力を保ったまま25日0時頃に北マリアナ諸島のテニアン島、サイパン島付近を通過し、この2島を中心にマリアナ諸島付近では大きな被害が出た。25日21時には一旦非常に強い勢力に弱まったものの、台風は再発達し、27日9時には再び猛烈な勢力となった。同日12時（フィリピン標準時11時）、台風はフィリピン大気地球物理天文局（PAGASA）の監視領域に進入し、フィリピン名ロジータ（Rosita）と命名された。台風は30日6時頃にフィリピンのルソン島に上陸しのち、南シナ海で速度を落とし、11月2日15時に北緯21度、東経116度で熱帯低気圧に変わった。

気象庁の事後解析では、最低気圧900hPaに上方修正された。

### 台風27号（トラジー）
201827・32W

11月16日頃に南シナ海付近で形成が始まった低圧部が、17日3時に熱帯低気圧に発達。合同台風警報センター（JTWC）は、17日7時30分（協定世界時16日22時30分）に熱帯低気圧形成警報（TCFA）を発した。熱帯低気圧は17日18時、南シナ海の北緯11度25分、東経111度20分で台風となり、アジア名トラジー（Toraji）と命名された。JTWCは18日0時（協定世界時17日15時）に熱帯低気圧番号32Wを付番した。台風は18日15時にベトナムの北緯11度、東経109度で熱帯低気圧に変わった。

### 台風28号（マンニィ）
201828・34W・トマス
11月19日頃にトラック諸島近海で形成した低圧部が同日21時に熱帯低気圧に発達。合同台風警報センター（JTWC）は、同日20時30分（協定世界時19日11時30分）に熱帯低気圧形成警報（TCFA）を発し、20日6時（協定世界時19日21時）に熱帯低気圧番号34Wを付番した。34Wは20日21時、トラック諸島近海の北緯4度35分、東経153度40分で台風となり、アジア名マンニィ（Man-yi）と命名された。24日0時30分（フィリピン標準時23日23時30分）、フィリピン大気地球物理天文局（PAGASA）はフィリピン名トマス（Tomas）と命名した。
台風は北西に進みながら発達し、22日21時には「強い」勢力となった。その後は24日から25日にかけてフィリピンの東の海上でほとんど停滞した。台風はその後北上し、26日21時に日本の南の北緯21度、東経132度で熱帯低気圧に変わった。

事後解析では、台風に昇格した日時が21日3時に変更され、最低気圧が960hPaに修正された。また、26日21時に熱帯低気圧に変わった後、27日9時から15時の6時間だけ最大風速18m/sの台風の勢力に再発達し、速報値では接近扱いではなかったが確定値では大東諸島に接近したという扱いとなった。

### 台風29号（ウサギ）
201829・33W・サミュエル
11月2日頃にハワイの南西の海上で形成した低圧部が西進し、7日頃に東経域に進入し、9日9時にマーシャル諸島近海で熱帯低気圧に発達。合同台風警報センター（JTWC）は同日10時30分（協定世界時1時30分）に熱帯低気圧形成警報（TCFA）を発したが、10日10時30分（協定世界時10日1時30分）には取り消した。10日9時には一時天気図から消滅したが、12日頃にカロリン諸島近海に再び低圧部として現れ、14日21時に熱帯低気圧に発達。JTWCは17日23時30分（協定世界時17日14時30分）に再び熱帯低気圧形成警報（TCFA）を発し、18日18時（協定世界時18日9時）に熱帯低気圧番号33Wを付番した。18日12時（フィリピン標準時18日11時）、フィリピン大気地球物理天文局（PAGASA）はフィリピン名サミュエル（Samuel）と命名した。33Wは21日頃にフィリピンを通過したのち、22日21時に南シナ海の北緯11度00分、東経114度25分で台風となり、アジア名ウサギ（Usagi）と命名された。
台風はやや発達しながら南シナ海を西進し、24日15時には「強い」勢力に発達し、25日頃にはベトナム南部に上陸した。26日9時にはベトナムの北緯11度、東経106度で熱帯低気圧に変わった。

事後解析では、台風に昇格した日時が22日9時に変更され、勢力は最低気圧990hPa・最大風速30m/sに修正され、強い勢力ではなくなった。

## 気象庁が「台風」に分類しなかった熱帯低気圧
熱帯低気圧番号（○○W）は、合同台風警報センター（JTWC）が熱帯低気圧と認めたものに付与し、同機関をはじめ海外の各気象機関で用いられる。フィリピン大気地球物理天文局（PAGASA）がフィリピン名を命名している場合、フィリピン名も併記。また、熱帯低気圧番号がない場合も、気象庁が熱帯低気圧としたものを以下、単に「TD」と示す。

### TD 04W
5月4日頃にチューク近海で形成した低圧部が、11日3時に熱帯低気圧に発達。合同台風警報センター（JTWC）は同11日7時30分（協定世界時10日22時30分）に熱帯低気圧形成警報（TCFA）を発し、12日9時（協定世界時12日0時）に熱帯低気圧番号04Wを付番した。JTWCは12日21時（協定世界時12日12時）にトロピカル・ストーム（台風）の勢力に達したと解析したが、気象庁は台風に分類しなかった。

その後も04Wは北上を続けたが、台風に発達することはなく、15日15時に小笠原近海で天気図から消滅した。

### JMA TD 7
6月4日15時に、マリアナ諸島で熱帯低気圧が発生した。熱帯低気圧はフィリピン方面に西進したものの、ほとんど発達は見られず、5日21時に別の熱帯低気圧（のちの台風5号）に吸収されて消滅した。

### SS 07W
6月12日頃、台湾付近で低気圧93Wが形成した。合同台風警報センター（JTWC）は6月13日11時（協定世界時11日2時）に熱帯低気圧形成警報（TCFA）を発し、14日3時（協定世界時13日18時）に熱帯低気圧番号07Wを付番したが、気象庁は停滞前線上の温帯低気圧と解析した。その後は日本の南を東へと進んだが、発達は見られず、JTWCは15日には情報の発表を止めた。

JTWCの事後解析によると、熱帯低気圧ではなく亜熱帯低気圧（サブトロピカル・ストーム）となっている。

### JMA TD 09
6月17日12時に、南シナ海で熱帯低気圧が発生した。熱帯低気圧はほとんど発達せずに18日15時には天気図から消滅した。

### JMA TD 13
7月10日頃に南シナ海で形成した低圧部が、11日に一時的に天気図から消滅したが、15日に再び低圧部として形成し、16日9時に熱帯低気圧に発達。18日3時にはベトナムで消滅した。

### TD 13W（ジョシー）
7月20日15時、南シナ海で発生。気象庁は24時間以内に台風に発達する可能性があるとして、台風情報を発表した。そして、合同台風警報センター（JTWC）は21日6時（協定世界時20日21時）に熱帯低気圧番号13Wを付番した。同日12時（フィリピン標準時11時）、フィリピン大気地球物理天文局（PAGASA）はフィリピン名ジョシー（Josie）と命名した。熱帯低気圧は23日頃に石垣島付近を通過。その後は東シナ海を北上したが台風に発達することは無く、24日3時に華東で消滅した。

### TD 16W
7月30日頃に南鳥島近海で形成した低圧部が、31日9時に熱帯低気圧に発達。合同台風警報センター（JTWC）は30日6時（協定世界時29日21時）に熱帯低気圧形成警報（TCFA）を発し、31日0時（協定世界時30日15時）に熱帯低気圧番号16Wを付番した。熱帯低気圧は日本の東の海上を北上し、8月2日21時に消滅した。

### TD 24W（ルイス）
22日9時に南シナ海で熱帯低気圧が発生。合同台風警報センター（JTWC）は同日18時（協定世界時9時）に熱帯低気圧形成警報（TCFA）を発し、24日6時（協定世界時23日21時）に熱帯低気圧番号24Wを付番した。23日12時（フィリピン標準時23日11時）、フィリピン大気地球物理天文局（PAGASA）はフィリピン名ルイス（Luis）と命名した。24Wは台湾、華南に上陸し、26日21時に華南で低圧部に降格した。

### JMA TD 28
8月24日15時に日本の南で熱帯低気圧が発生。熱帯低気圧は沖縄本島を通過、東シナ海を北上し、26日18時に華中で消滅した。

### JMA TD 30
9月4日頃にフィリピンの東の海上で形成した低圧部が、5日9時に熱帯低気圧に発達。合同台風警報センター（JTWC）は6日11時30分（協定世界時6日2時30分）に熱帯低気圧形成警報（TCFA）を発したが、7日11時30分（協定世界時7日2時30分）に取り消した。気象庁も一時台風に発達する可能性があるとして台風情報を発表したが、その後取り消した。熱帯低気圧は東シナ海を北東進し、8日15時に屋久島付近で消滅した。

この熱帯低気圧の影響で前線が活発化し、近畿地方で記録的短時間大雨情報が発表された所があるなど、本州各地でまとまった雨となった。

### TD 29W
東部太平洋で発生したハリケーン・オリビアから変わったとされる熱帯擾乱が東経域に進入し、9月21日21時にウェーク島近海で熱帯低気圧に発達した。23日15時には一時、天気図から消滅したが、25日12時に南鳥島近海で再び熱帯低気圧に発達した。合同台風警報センター（JTWC）は同日23時30分（協定世界時25日14時30分）に熱帯低気圧形成警報（TCFA）を発し、26日18時（協定世界時26日9時）に熱帯低気圧番号29Wを付番した。熱帯低気圧は28日3時に日本の東で消滅した。

### JMA TD 37
10月19日頃に南シナ海で低圧部が形成し、同日9時に熱帯低気圧に発達。熱帯低気圧はマレー半島を通過し、20日21時には東経100度以西の気象庁の監視対象域外に出た模様。

### JMA TD 38
南鳥島近海に存在した低圧部96Wが、10月20日21時に熱帯低気圧に発達。熱帯低気圧は日本の東を北東に進み、21日9時に温帯低気圧に変わった。

### TD 35W（ウスマン）
12月23日頃にカロリン諸島で形成した低圧部に対し、合同台風警報センター（JTWC）は24日18時（協定世界時24日9時）に熱帯低気圧形成警報（TCFA）を発し、25日0時（協定世界時24日15時）に熱帯低気圧番号35Wを付番した。気象庁の解析によると25日15時にパラオ近海で熱帯低気圧に発達した。フィリピン大気地球物理天文局（PAGASA）は25日18時（フィリピン標準時25日17時）にフィリピン名ウスマン（Usman）と命名した。気象庁も台風情報を発表したが30日3時には取り消した。35Wはフィリピンを通過したのち、30日9時にはスル海で消滅した。

### TD 36W
12月30日頃に南シナ海で形成した低圧部に対し、合同台風警報センター（JTWC）は31日5時30分（協定世界時30日20時30分）に熱帯低気圧形成警報（TCFA）を発した。低圧部は31日15時に熱帯低気圧に発達し、JTWCは31日18時（協定世界時31日9時）に熱帯低気圧番号36Wを付番した。その後、36Wは年を跨いだ2019年1月1日15時に南シナ海の北緯6度20分、東経109度55分で台風となり、アジア名パブーク（Pabuk）と命名された。

なお、台風として発生したのは2019年なので、本記事では台風に含めていない。

## 各台風・熱帯低気圧名

PAGASAの熱帯低気圧監視エリア

順番はアジア名「ダムレイ」が1とされている。またフィリピン名は、熱帯低気圧が監視エリアに入ったとき、フィリピン大気地球物理天文局（PAGASA）が命名するものである。
なお、台風17号は東部太平洋でハリケーンとして発生したため、管轄するアメリカの国立ハリケーンセンター（NHC）によって付けられた名前がそのまま使用された。

| 台風        | 熱帯低気圧番号 | アジア名（国際名） | アジア名（国際名） | アジア名（国際名） | アジア名（国際名）           | アジア名（国際名） | フィリピン名 | フィリピン名 |
| 台風        | 熱帯低気圧番号 | 順番               | 名称               | 読み               | 意味・由来                   | 命名国・地域       | 名称         | 読み         |
| ----------- | -------------- | ------------------ | ------------------ | ------------------ | ---------------------------- | ------------------ | ------------ | ------------ |
| 1号 (1801)  | 01W            | 6                  | Bolaven            | ボラヴェン         | 高原の名前                   | ラオス             | Agaton       | アガトン     |
| 2号 (1802)  | 02W            | 7                  | Sanba              | サンバ             | マカオの名所                 | マカオ             | Basyang      | バスヤン     |
| 3号 (1803)  | 03W            | 8                  | Jelawat            | ジェラワット       | 淡水魚の名前                 | マレーシア         | Caloy        | キャロイ     |
| 4号 (1804)  | 05W            | 9                  | Ewiniar            | イーウィニャ       | 嵐の神                       | ミクロネシア       | -            | -            |
| 5号 (1805)  | 06W            | 10                 | Maliksi            | マリクシ           | 速い                         | フィリピン         | Domeng       | ドミン       |
| 6号 (1806)  | 08W            | 11                 | Gaemi              | ケーミー           | 蟻                           | 韓国               | Ester        | エスター     |
| 7号 (1807)  | 09W            | 12                 | Prapiroon          | プラピルーン       | 雨の神                       | タイ               | Florita      | フロリタ     |
| 8号 (1808)  | 10W            | 13                 | Maria              | マリア             | 女性の名前                   | アメリカ           | Gardo        | ガルド       |
| 9号 (1809)  | 11W            | 14                 | Son-Tinh           | ソンティン         | ベトナム神話の山の神         | ベトナム           | Henry        | ヘンリー     |
| 10号 (1810) | 12W            | 15                 | Ampil              | アンピル           | タマリンド                   | カンボジア         | Inday        | インデイ     |
| 11号 (1811) | 14W            | 16                 | Wukong             | ウーコン           | （孫）悟空                   | 中国               | -            | -            |
| 12号 (1812) | 15W            | 17                 | Jongdari           | ジョンダリ         | ひばり                       | 北朝鮮             | -            | -            |
| 13号 (1813) | 17W            | 18                 | Shanshan           | サンサン           | 少女の名前                   | 香港               | -            | -            |
| 14号 (1814) | 18W            | 19                 | Yagi               | ヤギ               | やぎ座                       | 日本               | Karding      | カーディン   |
| 15号 (1815) | 19W            | 20                 | Leepi              | リーピ             | ラオス南部の滝の名前         | ラオス             | -            | -            |
| 16号 (1816) | 20W            | 21                 | Bebinca            | バビンカ           | プリン                       | マカオ             | -            | -            |
| 17号 (1817) | 10E            | -                  | Hector             | ヘクター           | 男性の名前                   | アメリカ           | -            | -            |
| 18号 (1818) | 21W            | 22                 | Rumbia             | ルンビア           | サゴヤシ                     | マレーシア         | -            | -            |
| 19号 (1819) | 22W            | 23                 | Soulik             | ソーリック         | 伝統的な部族長の称号         | ミクロネシア       | -            | -            |
| 20号 (1820) | 23W            | 24                 | Cimaron            | シマロン           | 野生の牛                     | フィリピン         | -            | -            |
| 21号 (1821) | 25W            | 25                 | Jebi               | チェービー         | つばめ（燕）                 | 韓国               | Maymay       | メイメイ     |
| 22号 (1822) | 26W            | 26                 | Mangkhut           | マンクット         | マンゴスチン                 | タイ               | Ompong       | オンポン     |
| 23号 (1823) | 27W            | 27                 | Barijat            | バリジャット       | 風や波の影響を受けた沿岸地域 | アメリカ           | Neneng       | ネニン       |
| 24号 (1824) | 28W            | 28                 | Trami              | チャーミー         | バラ科の花の名前             | ベトナム           | Paeng        | ペーン       |
| 25号 (1825) | 30W            | 29                 | Kong-rey           | コンレイ           | 伝説の少女の名前             | カンボジア         | Queenie      | クイニー     |
| 26号 (1826) | 31W            | 30                 | Yutu               | イートゥー         | 民話の月のうさぎ             | 中国               | Rosita       | ロジータ     |
| 27号 (1827) | 32W            | 31                 | Toraji             | トラジー           | 桔梗                         | 北朝鮮             | -            | -            |
| 28号 (1828) | 34W            | 32                 | Man-yi             | マンニィ           | 海峡（現在は貯水池）の名前   | 香港               | Tomas        | トマス       |
| 29号 (1829) | 33W            | 33                 | Usagi              | ウサギ             | うさぎ座                     | 日本               | Samuel       | サミュエル   |

| 熱帯低気圧 | フィリピン名 | フィリピン名 |
| 熱帯低気圧 | 名称         | 読み         |
| ---------- | ------------ | ------------ |
| 13W        | Josie        | ジョシー     |
| 24W        | Luis         | ルイス       |
| 35W        | Usman        | ウスマン     |

## 各熱帯低気圧の影響
| 台風・ 熱帯低気圧                  | 期間                         | 大きさ・ 強さ | 階級 | 最大風速     | 最低気圧 | 被害(接近)地域                                                                       | 被害額 (ドル) | 死者数(人) | 出典 |
| ---------------------------------- | ---------------------------- | ------------- | ---- | ------------ | -------- | ------------------------------------------------------------------------------------ | ------------- | ---------- | ---- |
| 台風1号 [01W] (Bolaven, Agaton)    | 2017年12月30日〜1月4日       | -             | TS   | 18m/s(35kt)  | 1002hPa  | パラオ、フィリピン、ベトナム                                                         | $1110万       | 3          | 図表 |
| 台風1号 [01W] (Bolaven, Agaton)    | 2017年12月30日〜1月4日       | -             | TS   | 35kt         | 1001hPa  | パラオ、フィリピン、ベトナム                                                         | $1110万       | 3          | 図表 |
| 台風2号 [02W] (Sanba, Basyang)     | 2月8日〜16日                 | -             | TS   | 18m/s(35kt)  | 1000hPa  | カロリン諸島、パラオ、フィリピン                                                     | $323万        | 15         | 図表 |
| 台風2号 [02W] (Sanba, Basyang)     | 2月8日〜16日                 | -             | TS   | 40kt         | 999hPa   | カロリン諸島、パラオ、フィリピン                                                     | $323万        | 15         | 図表 |
| 台風3号 [03W] (Jelawat, Caloy)     | 3月24日〜4月1日              | 猛烈な        | TY   | 55m/s(105kt) | 915hPa   | カロリン諸島、パラオ、マリアナ諸島                                                   | -             | -          | 図表 |
| 台風3号 [03W] (Jelawat, Caloy)     | 3月24日〜4月1日              | 猛烈な        | STY  | 130kt        | 926hPa   | カロリン諸島、パラオ、マリアナ諸島                                                   | -             | -          | 図表 |
| 04W                                | 5月11日〜15日                | -             | TD   | 不明         | 1008hPa  | マリアナ諸島                                                                         | -             | -          | -    |
| 04W                                | 5月11日〜15日                | -             | TS   | 35kt         | 1004hPa  | マリアナ諸島                                                                         | -             | -          | -    |
| 台風4号 [05W] (Ewiniar)            | 6月3日〜11日                 | -             | TS   | 20m/s(40kt)  | 998hPa   | ベトナム、華南、フィリピン、台湾、日本（沖縄県）                                     | $8.12億       | 13         | 図表 |
| 台風4号 [05W] (Ewiniar)            | 6月3日〜11日                 | -             | TS   | 40kt         | 996hPa   | ベトナム、華南、フィリピン、台湾、日本（沖縄県）                                     | $8.12億       | 13         | 図表 |
| 台風5号 [06W] (Maliksi, Domeng)    | 6月4日〜12日                 | 大型          | STS  | 30m/s(60kt)  | 970hPa   | パラオ、フィリピン、日本                                                             | 僅少          | 2          | 図表 |
| 台風5号 [06W] (Maliksi, Domeng)    | 6月4日〜12日                 | 大型          | TS   | 60kt         | 974hPa   | パラオ、フィリピン、日本                                                             | 僅少          | 2          | 図表 |
| TD                                 | 6月4日〜5日                  | -             | TD   | 不明         | 1006hPa  | マリアナ諸島                                                                         | -             | -          | -    |
| 07W                                | 6月14日〜15日                | -             | -    | -            | -        | 台湾、日本                                                                           | -             | -          | -    |
| 07W                                | 6月14日〜15日                | -             | TS   | 35kt         | 993hPa   | 台湾、日本                                                                           | -             | -          | -    |
| 台風6号 [08W] (Gaemi, Ester)       | 6月14日〜17日                | -             | TS   | 23m/s(45kt)  | 990hPa   | 台湾、日本                                                                           | 僅少          | 3          | 図表 |
| 台風6号 [08W] (Gaemi, Ester)       | 6月14日〜17日                | -             | TS   | 35kt         | 993hPa   | 台湾、日本                                                                           | 僅少          | 3          | 図表 |
| TD                                 | 6月17日〜18日                | -             | TD   | 不明         | 1000hPa  | 華南                                                                                 | -             | -          | -    |
| 台風7号 [09W] (Prapiroon, Florita) | 6月28日〜7月4日              | 強い          | TY   | 35m/s(65kt)  | 960hPa   | 日本、韓国                                                                           | $1000万       | 4          | 図表 |
| 台風7号 [09W] (Prapiroon, Florita) | 6月28日〜7月4日              | 強い          | TY   | 80kt         | 960hPa   | 日本、韓国                                                                           | $1000万       | 4          | 図表 |
| 台風8号 [10W] (Maria, Gardo)       | 7月3日〜13日                 | 大型・猛烈な  | TY   | 55m/s(105kt) | 915hPa   | マリアナ諸島、日本、台湾、華東、華中                                                 | $6.31億       | 1          | 図表 |
| 台風8号 [10W] (Maria, Gardo)       | 7月3日〜13日                 | 大型・猛烈な  | STY  | 145kt        | 910hPa   | マリアナ諸島、日本、台湾、華東、華中                                                 | $6.31億       | 1          | 図表 |
| 台風9号 [11W] (Son-Tinh, Henry)    | 7月15日〜25日                | -             | TS   | 20m/s(40kt)  | 994hPa   | フィリピン、華南、ベトナム、ラオス、タイ、ミャンマー                                 | $2.56億       | 170        | 図表 |
| 台風9号 [11W] (Son-Tinh, Henry)    | 7月15日〜25日                | -             | TS   | 50kt         | 989hPa   | フィリピン、華南、ベトナム、ラオス、タイ、ミャンマー                                 | $2.56億       | 170        | 図表 |
| TD                                 | 7月16日〜7月18日             | -             | TD   | 不明         | 998hPa   | 華南、ベトナム、ラオス                                                               | $1490万       | -          | -    |
| 台風10号 [12W] (Ampil, Inday)      | 7月17日〜25日                | -             | STS  | 25m/s(50kt)  | 985hPa   | 日本、華東、華北                                                                     | $2.41億       | 1          | 図表 |
| 台風10号 [12W] (Ampil, Inday)      | 7月17日〜25日                | -             | TS   | 55kt         | 982hPa   | 日本、華東、華北                                                                     | $2.41億       | 1          | 図表 |
| 13W (Josie)                        | 7月20日〜24日                | -             | TD   | 15m/s(30kt)  | 996hPa   | フィリピン、台湾、日本、華東                                                         | $8740万       | 16         | -    |
| 13W (Josie)                        | 7月20日〜24日                | -             | TS   | 35kt         | 995hPa   | フィリピン、台湾、日本、華東                                                         | $8740万       | 16         | -    |
| 台風11号 [14W] (Wukong)            | 7月22日〜27日                | -             | STS  | 25m/s(50kt)  | 990hPa   | -                                                                                    | -             | -          | 図表 |
| 台風11号 [14W] (Wukong)            | 7月22日〜27日                | -             | TY   | 65kt         | 974hPa   | -                                                                                    | -             | -          | 図表 |
| 台風12号 [15W] (Jongdari)          | 7月24日〜8月5日              | 強い          | TY   | 40m/s(75kt)  | 965hPa   | 日本、華東、華中                                                                     | $14.8億       | -          | 図表 |
| 台風12号 [15W] (Jongdari)          | 7月24日〜8月5日              | 強い          | TY   | 90kt         | 950hPa   | 日本、華東、華中                                                                     | $14.8億       | -          | 図表 |
| 16W                                | 7月31日〜8月2日              | -             | TD   | 不明         | 1000hPa  | -                                                                                    | -             | -          | -    |
| 16W                                | 7月31日〜8月2日              | -             | TD   | 30kt         | 1000hPa  | -                                                                                    | -             | -          | -    |
| 台風13号 [17W] (Shanshan)          | 8月2日〜10日                 | 強い          | TY   | 35m/s(70kt)  | 970hPa   | マリアナ諸島、日本                                                                   | $13.2万       | -          | 図表 |
| 台風13号 [17W] (Shanshan)          | 8月2日〜10日                 | 強い          | TY   | 85kt         | 953hPa   | マリアナ諸島、日本                                                                   | $13.2万       | -          | 図表 |
| 台風14号 [18W] (Yagi, Karding)     | 8月6日〜15日                 | -             | TS   | 20m/s(40kt)  | 990hPa   | 日本、華中、華北                                                                     | $3.64億       | 7          | 図表 |
| 台風14号 [18W] (Yagi, Karding)     | 8月6日〜15日                 | -             | TS   | 45kt         | 983hPa   | 日本、華中、華北                                                                     | $3.64億       | 7          | 図表 |
| 台風16号 [20W] (Bebinca)           | 8月10日〜18日                | -             | TS   | 23m/s(45kt)  | 985hPa   | 華南、ベトナム、ラオス                                                               | $3.86億       | 19         | 図表 |
| 台風16号 [20W] (Bebinca)           | 8月10日〜18日                | -             | TS   | 60kt         | 979hPa   | 華南、ベトナム、ラオス                                                               | $3.86億       | 19         | 図表 |
| 台風15号 [19W] (Leepi)             | 8月10日〜16日                | -             | STS  | 25m/s(50kt)  | 994hPa   | 日本、韓国                                                                           | -             | -          | 図表 |
| 台風15号 [19W] (Leepi)             | 8月10日〜16日                | -             | TY   | 65kt         | 982hPa   | 日本、韓国                                                                           | -             | -          | 図表 |
| 台風17号 [10E] (Hector)            | 8月14日〜17日                | -             | TS   | 20m/s(40kt)  | 998hPa   | -                                                                                    | -             | -          | 図表 |
| 台風17号 [10E] (Hector)            | 8月14日〜17日                | -             | TS   | 40kt         | 1004hPa  | -                                                                                    | -             | -          | 図表 |
| 台風18号 [21W] (Rumbia)            | 8月14日〜20日                | -             | TS   | 23m/s(45kt)  | 985hPa   | 日本、華東                                                                           | $53.6億       | 53         | 図表 |
| 台風18号 [21W] (Rumbia)            | 8月14日〜20日                | -             | TS   | 50kt         | 978hPa   | 日本、華東                                                                           | $53.6億       | 53         | 図表 |
| 台風19号 [22W] (Soulik)            | 8月15日〜25日                | 非常に強い    | TY   | 45m/s(85kt)  | 950hPa   | カロリン諸島、マリアナ諸島、日本、朝鮮半島、極東ロシアアラスカ                       | $8100万       | 86         | 図表 |
| 台風19号 [22W] (Soulik)            | 8月15日〜25日                | 非常に強い    | TY   | 105kt        | 942hPa   | カロリン諸島、マリアナ諸島、日本、朝鮮半島、極東ロシアアラスカ                       | $8100万       | 86         | 図表 |
| 台風20号 [23W] (Cimaron)           | 8月16日〜24日                | 非常に強い    | TY   | 45m/s(85kt)  | 950hPa   | マーシャル諸島、マリアナ諸島、日本、アリューシャン列島                               | $3060万       | -          | 図表 |
| 台風20号 [23W] (Cimaron)           | 8月16日〜24日                | 非常に強い    | TY   | 115kt        | 936hPa   | マーシャル諸島、マリアナ諸島、日本、アリューシャン列島                               | $3060万       | -          | 図表 |
| 24W (Luis)                         | 8月22日〜26日                | -             | TD   | 不明         | 994hPa   | 台湾、華南                                                                           | $3400万       | 7          | -    |
| 24W (Luis)                         | 8月22日〜26日                | -             | TD   | 30kt         | 997hPa   | 台湾、華南                                                                           | $3400万       | 7          | -    |
| TD                                 | 8月24日〜8月26日             | -             | TD   | 不明         | 1000hPa  | 日本、華中                                                                           | -             | -          | -    |
| 台風21号 [25W] (Jebi, Maymay)      | 8月27日〜9月5日              | 大型・猛烈な  | TY   | 55m/s(105kt) | 915hPa   | マリアナ諸島、台湾、日本、ロシア、北極                                               | $32.9億       | 17         | 図表 |
| 台風21号 [25W] (Jebi, Maymay)      | 8月27日〜9月5日              | 大型・猛烈な  | STY  | 155kt        | 907hPa   | マリアナ諸島、台湾、日本、ロシア、北極                                               | $32.9億       | 17         | 図表 |
| TD                                 | 9月5日〜8日                  | -             | TD   | 15m/s(30kt)  | 1004hPa  | 日本                                                                                 | -             | -          | -    |
| 台風22号 [26W] (Mangkhut, Ompong)  | 9月6日〜18日                 | 大型・猛烈な  | TY   | 55m/s(110kt) | 905hPa   | マーシャル諸島、マリアナ諸島、フィリピン、台湾、華南、ベトナム                       | $37.4億       | 134        | 図表 |
| 台風22号 [26W] (Mangkhut, Ompong)  | 9月6日〜18日                 | 大型・猛烈な  | STY  | 155kt        | 896hPa   | マーシャル諸島、マリアナ諸島、フィリピン、台湾、華南、ベトナム                       | $37.4億       | 134        | 図表 |
| 台風23号 [27W] (Barijat, Neneng)   | 9月8日〜13日                 | -             | TS   | 20m/s(40kt)  | 998hPa   | フィリピン、台湾、華南、ベトナム                                                     | $730万        | -          | 図表 |
| 台風23号 [27W] (Barijat, Neneng)   | 9月8日〜13日                 | -             | TS   | 45kt         | 996hPa   | フィリピン、台湾、華南、ベトナム                                                     | $730万        | -          | 図表 |
| 台風24号 [28W] (Trami, Paeng)      | 9月20日〜10月1日             | 大型・猛烈な  | TY   | 55m/s(105kt) | 915hPa   | マリアナ諸島、台湾、日本、極東ロシア、アラスカ                                       | $10億         | 4          | 図表 |
| 台風24号 [28W] (Trami, Paeng)      | 9月20日〜10月1日             | 大型・猛烈な  | STY  | 140kt        | 914hPa   | マリアナ諸島、台湾、日本、極東ロシア、アラスカ                                       | $10億         | 4          | 図表 |
| 29W                                | 9月21日〜28日                | -             | TD   | 不明         | 1006hPa  | -                                                                                    | -             | -          | -    |
| 29W                                | 9月21日〜28日                | -             | TD   | 30kt         | 1001hPa  | -                                                                                    | -             | -          | -    |
| 台風25号 [30W] (Kong-rey, Queenie) | 9月28日〜10月6日             | 大型・猛烈な  | TY   | 60m/s(115kt) | 900hPa   | カロリン諸島、マリアナ諸島、台湾、日本、韓国、アラスカ                               | $1.72億       | 3          | 図表 |
| 台風25号 [30W] (Kong-rey, Queenie) | 9月28日〜10月6日             | 大型・猛烈な  | STY  | 150kt        | 906hPa   | カロリン諸島、マリアナ諸島、台湾、日本、韓国、アラスカ                               | $1.72億       | 3          | 図表 |
| TD                                 | 10月19日〜20日               | -             | TD   | 不明         | 1008hPa  | ベトナム、カンボジア、タイ、ミャンマー                                               | -             | -          | -    |
| TD                                 | 10月20日〜21日               | -             | TD   | 不明         | 1008hPa  | -                                                                                    | -             | -          | -    |
| 台風26号 [31W] (Yutu, Rosita)      | 10月21日〜11月3日            | 大型・猛烈な  | TY   | 60m/s(115kt) | 900hPa   | カロリン諸島、マリアナ諸島、フィリピン、華南                                         | $1.98億       | 30         | 図表 |
| 台風26号 [31W] (Yutu, Rosita)      | 10月21日〜11月3日            | 大型・猛烈な  | STY  | 150kt        | 904hPa   | カロリン諸島、マリアナ諸島、フィリピン、華南                                         | $1.98億       | 30         | 図表 |
| 台風29号 [33W] (Usagi, Samuel)     | 11月9日〜27日                | -             | STS  | 30m/s(60kt)  | 990hPa   | マーシャル諸島、カロリン諸島、パラオ、フィリピン、ベトナム、カンボジア、ラオス、タイ | $976万        | 4          | 図表 |
| 台風29号 [33W] (Usagi, Samuel)     | 11月9日〜27日                | -             | TY   | 90kt         | 971hPa   | マーシャル諸島、カロリン諸島、パラオ、フィリピン、ベトナム、カンボジア、ラオス、タイ | $976万        | 4          | 図表 |
| 台風27号 [32W] (Toraji)            | 11月17日〜19日               | -             | TS   | 18m/s(35kt)  | 1004hPa  | フィリピン、ベトナム、カンボジア、タイ                                               | $1720万       | 22         | 図表 |
| 台風27号 [32W] (Toraji)            | 11月17日〜19日               | -             | TD   | 30kt         | 1000hPa  | フィリピン、ベトナム、カンボジア、タイ                                               | $1720万       | 22         | 図表 |
| 台風28号 [34W] (Man-yi, Tomas)     | 11月20日〜28日               | 強い          | TY   | 40m/s(80kt)  | 960hPa   | カロリン諸島、日本、アラスカ                                                         | -             | -          | 図表 |
| 台風28号 [34W] (Man-yi, Tomas)     | 11月20日〜28日               | 強い          | TY   | 95kt         | 963hPa   | カロリン諸島、日本、アラスカ                                                         | -             | -          | 図表 |
| 35W (Usman)                        | 12月25日〜30日               | -             | TD   | 15m/s(30kt)  | 1000hPa  | パラオ、フィリピン                                                                   | $1.03億       | 156        | -    |
| 35W (Usman)                        | 12月25日〜30日               | -             | TD   | 30kt         | 998hPa   | パラオ、フィリピン                                                                   | $1.03億       | 156        | -    |
| 36W                                | 12月31日〜2019年1月4日       | -             | TS   | 23m/s(45kt)  | 996hPa   | ナトゥナ諸島、ベトナム、マレーシア、タイ、ミャンマー、アンダマン諸島                 | -             | -          | -    |
| 36W                                | 12月31日〜2019年1月4日       | -             | TS   | 50kt         | 996hPa   | ナトゥナ諸島、ベトナム、マレーシア、タイ、ミャンマー、アンダマン諸島                 | -             | -          | -    |
| 計44個                             | 2017年12月30日〜2019年1月4日 | -             | -    | 60m/s(115kt) | 900hPa   | -                                                                                    | $186億        | 771        | -    |
| 計44個                             | 2017年12月30日〜2019年1月4日 | -             | -    | 155kt        | 896hPa   | -                                                                                    | $186億        | 771        | -    |

- 「期間」は熱帯低気圧として存命した期間を表す。台風が熱帯低気圧に変わった場合、熱低化から消滅までの期間も含む。
- 「階級」「最大風速」「最低気圧」は、それぞれ上段が気象庁、下段がJTWCの解析によるデータである。ただし、JTWCのデータがない場合、気象庁のデータのみを表示している。
- 「階級」について、上段は気象庁が示す国際分類で、最大風速（10分間平均）によってTD=トロピカル・デプレッション、TS=トロピカル・ストーム、STS=シビア・トロピカル・ストーム、TY=タイフーンに分類される。下段のJTWCの分類は、TS=トロピカル・ストーム、TY=タイフーン、STY=スーパータイフーンで、最大風速（1分間平均）によって分類される。
- 「出典」の図表はそれぞれ気象庁HPで公開されている台風の経路図及び位置表のリンクである。
- 台風15号と台風16号は順番が前後しているが、気象庁が先に熱帯低気圧として解析した台風16号を上に示している。
- 台風27号、台風28号、台風29号は順番が入れ替わっているが、気象庁が熱帯低気圧として解析した日時の順に示している。